# Celestynów (gemeente)
De gemeente Celestynów is een landgemeente in het Poolse woiwodschap Mazovië, in powiat Otwocki.
De zetel van de gemeente is in Celestynów.
De gemeente bestaat uit 15 plaatsen :
- Celestynów
- Dąbrówka
- Dyzin
- Glina
- Jatne
- Lasek
- Ostrowik
- Ostrów
- Podbiel
- Pogorzel
- Ponurzyca
- Regut
- Stara Wieś
- Tábor
- Zabieżki

Op 30 juni 2004 telde de gemeente 10 974 inwoners.

## Oppervlakte gegevens
In 2002 bedroeg de totale oppervlakte van gemeente Celestynów 88,92 km², waarvan:
- agrarisch gebied: 36%
- bossen: 53%

De gemeente beslaat 14,46% van de totale oppervlakte van de powiat.

## Demografie
Stand op 30 juni 2004:
| Omschrijving                   | Totaal | Totaal | Vrouwen | Vrouwen | Mannen | Mannen |
| ------------------------------ | ------ | ------ | ------- | ------- | ------ | ------ |
| eenheid                        | aantal | %      | aantal  | %       | aantal | %      |
| inwoners                       | 10 974 | 100    | 5627    | 51,3    | 5347   | 48,7   |
| bevolkingsdichtheid (inw./km²) | 123,4  | 123,4  | 63,3    | 63,3    | 60,1   | 60,1   |

In 2002 bedroeg het gemiddelde inkomen per inwoner 1512,42 zł.

## Aangrenzende gemeenten
Karczew, Kołbiel, Osieck, Otwock, Sobienie-Jeziory, Wiązowna